# Stabile Dolmen
Der von Maggiulli im Jahr 1893 entdeckte Stabile Dolmen (auch Letto della Vecchia, Quattromacine – nach dem gleichnamigen Bauernhaus mittelalterlichen Ursprungs – oder Dolmen di Giuggianello genannt) ist 105 cm hoch und mit dem „Scusi Dolmen“ Teil des „Giardino megalitico d’Italia“ (italienischer Megalithgarten) in Giurdignano auf der Halbinsel Salento in der Provinz Lecce in Apulien.
Der Dolmen der Otranto-Gruppe liegt neben einem Megalithaufschluss aus Kalksteinfelsen. Die nur etwa einen Meter hohen Kammern der Dolmen dieser Gruppe sind oval, rund oder polygonal. Die Deckenplatte ist unregelmäßig rechteckig (180 × 260 cm) mit einer durchschnittlichen Dicke von 20 cm und ruht auf sieben überlappenden Orthostaten und zwei monolithischen Pfeilern. Die leicht geneigte Platte hat eine Nut entlang der Umlaufkante.